# Michael Höck

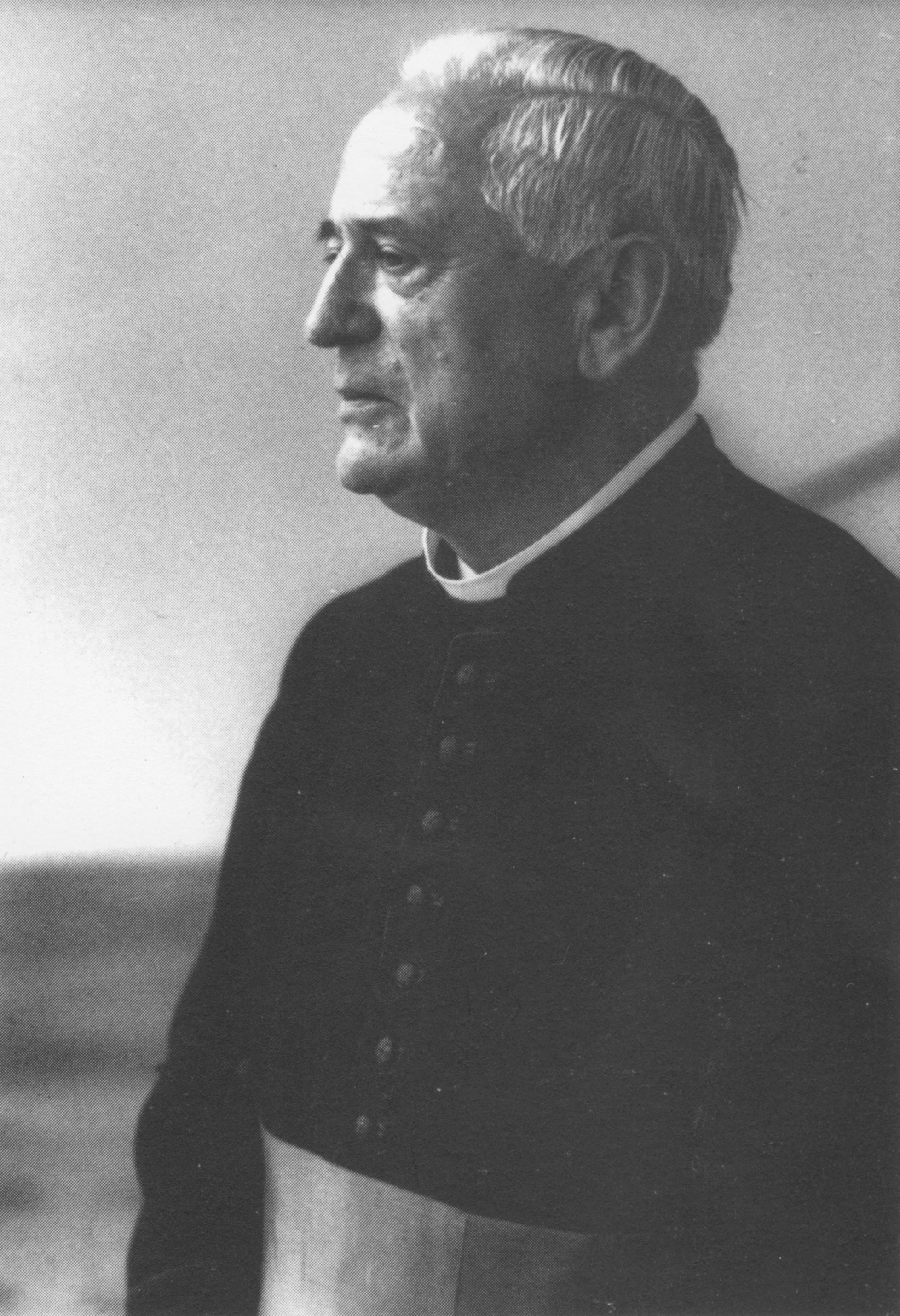
Michael Höck

Michael Höck (* 20. September 1903 in Inzell; † 31. Mai 1996 in Freising) war deutscher Geistlicher, Chefredakteur der Münchner Katholischen Kirchenzeitung (MKKZ) und Mitglied des Münchner Ordinariats. Er war als NS-Gegner von 1941 bis 1945 im KZ Dachau inhaftiert.

## Biografie

### Schulische und akademische Laufbahn
Michael Höck wird am 20. September 1903 in Inzell geboren.
Mit 13 Jahren legt er 1916 die Aufnahmeprüfung zum Progymnasium in Scheyern ab und tritt aufgrund seines Alters in die zweite Klasse ein. Nach Abschluss des Progymnasiums will Michael Weltpriester werden – im Gegensatz zu seinem Bruder Johannes, der ins Kloster Scheyern eintritt, um Benediktiner (und später Abt von Ettal 1951–1961 und Abt von Scheyern 1961–1972) zu werden.
Ab 1920 besucht Höck als Knabenseminarist das staatliche Gymnasium (Dom-Gymnasium) in Freising bis zu seinem Abitur 1924.
Danach beginnt er im Mai 1924 sein Theologiestudium in der Philosophisch-theologischen Hochschule Freising. Kardinal Faulhaber vermittelt ihm im gleichen Jahr einen Studienplatz im Germanikum in Rom. Er studiert dort die vorgeschriebenen drei Jahre Philosophie und vier Jahre Theologie und empfängt noch vor Abschuss der theologischen Ausbildung am Christkönigsfest 1930 in Rom die Priesterweihe.
1931 kehrt er nach Freising zurück und wird dort zum Präfekten im Erzbischöflichen Knabenseminar und Religionslehrer in Freisinger Schulen bis 1934.

### Widerstand gegen den Nationalsozialismus

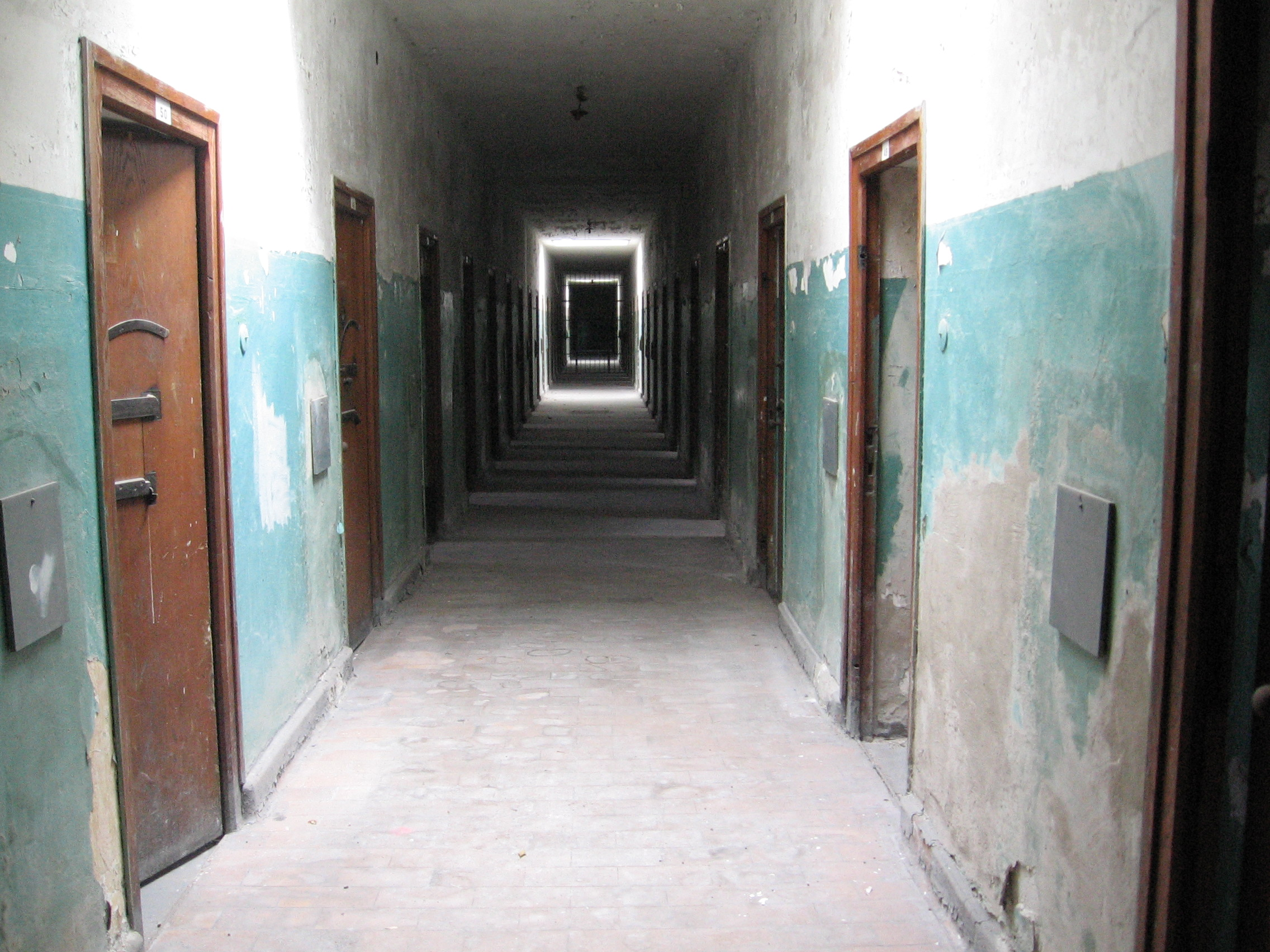
Der Bunker, in dem Sonderhäftlinge, wie u. a. Höck, Johannes Neuhäusler und Martin Niemöller untergebracht waren

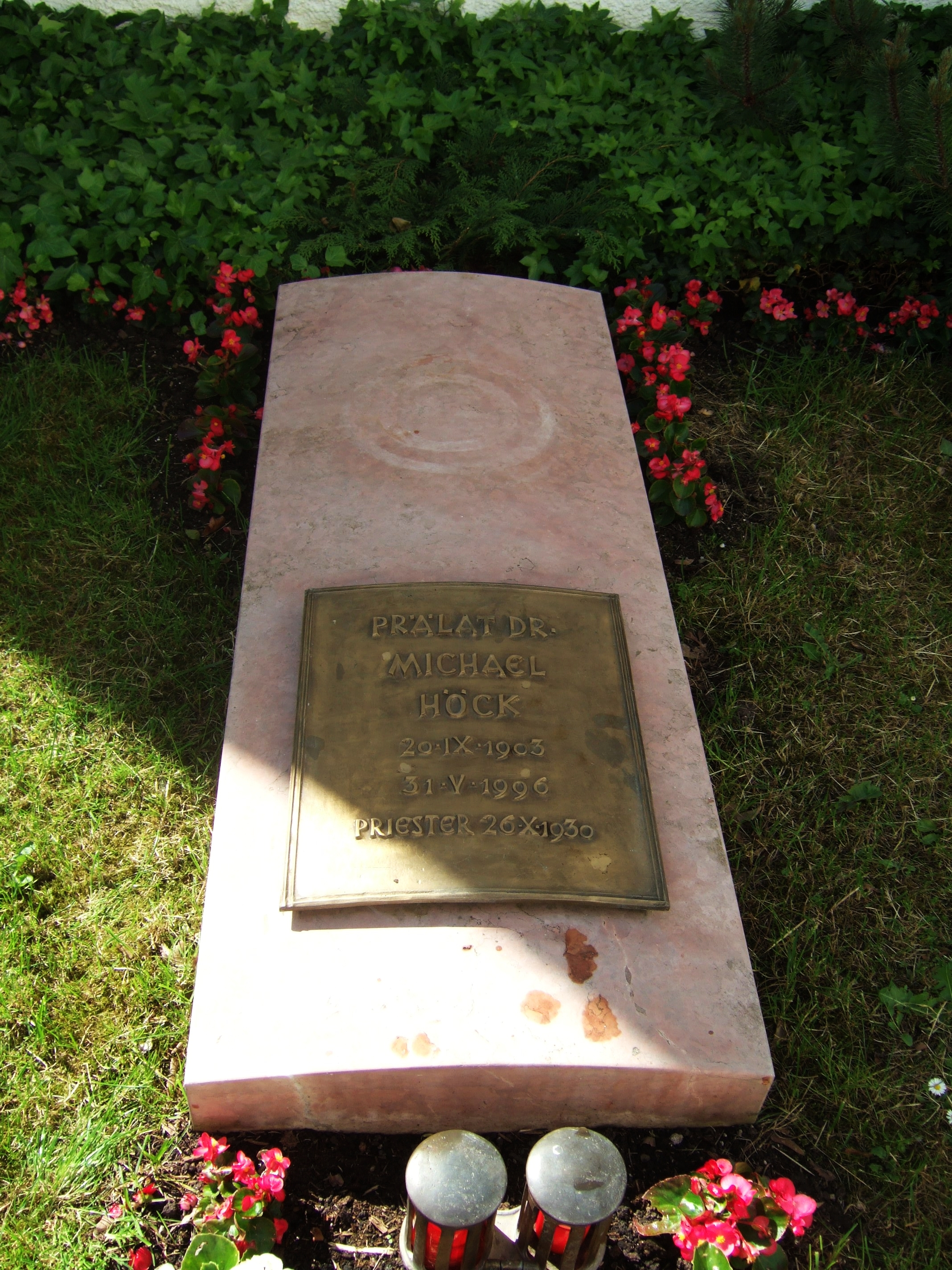
Michael Höcks Grabstein im Kreuzgang des Mariendoms auf dem Domberg in Freising

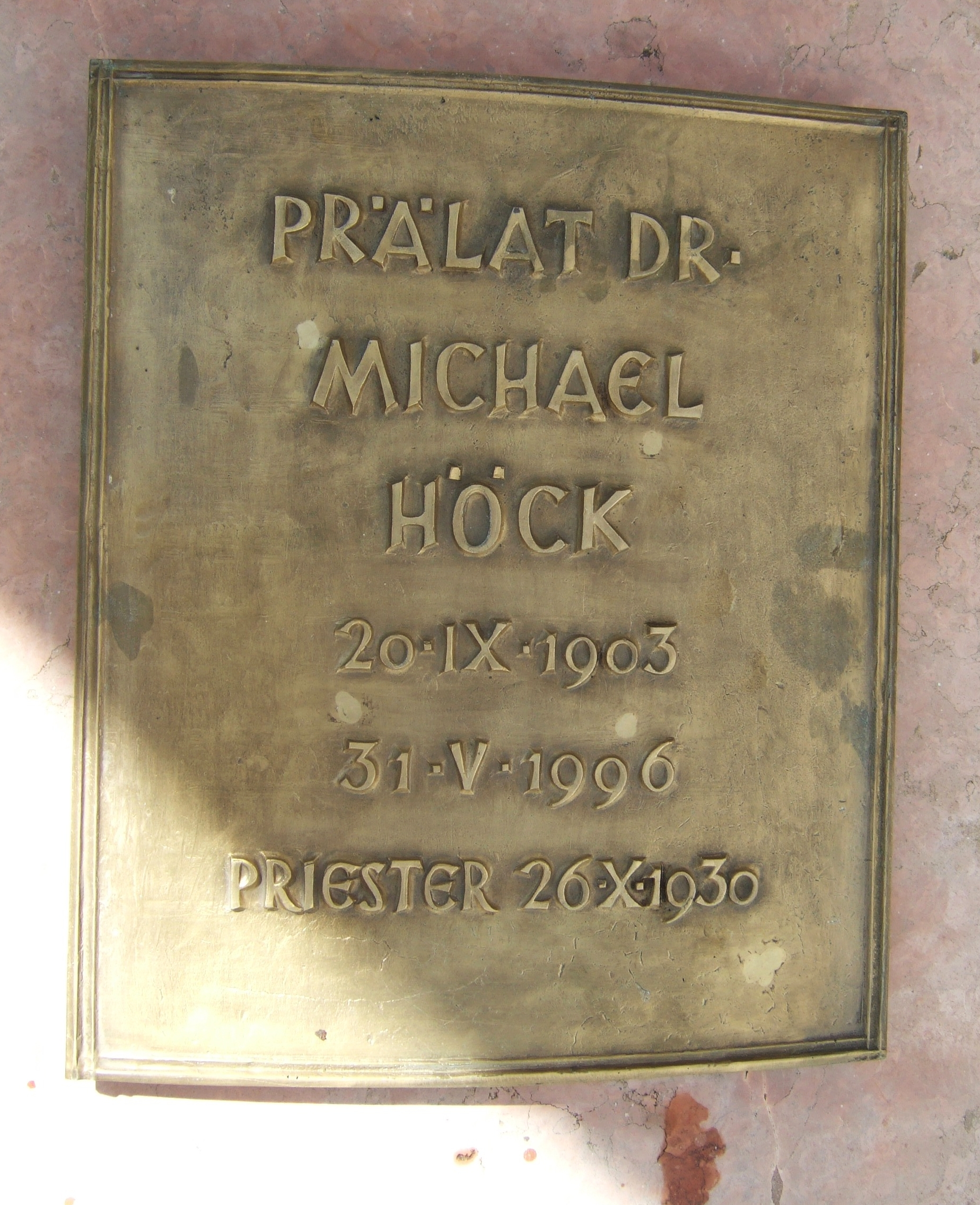
Grabaufschrift

Die heraufziehende NS-Diktatur bringt ihm in dieser Zeit Unruhe und Sorgen. Höcks Vorgesetzter, der Seminarleiter, Geistlicher Rat Josef Roßberger, wird etwa wegen einer kritischen Äußerung gegen die von den Nationalsozialisten behauptete kommunistische Urheberschaft des Reichstagsbrandes zu acht Monaten Gefängnis verurteilt.
Im September 1934 wird Michael Höck zum Schriftleiter der Münchner Katholischen Kirchenzeitung berufen.
Weil er in dieser immer wieder „zwischen den Zeilen“ seine Abneigung gegen den Nationalsozialismus zum Ausdruck bringt, hat er mit der Gestapo in München und auch mit der Reichsschrifttumskammer in Berlin zu kämpfen.
Einzelne Nummern der Kirchenzeitung werden ab 1935 von der Gestapo beschlagnahmt. Weil Höck keine Zulassung als Schriftleiter durch die Reichsschrifttumskammer erhält, versieht er offiziell die Stelle des Dombenefiziats an der Frauenkirche zu München, arbeitet aber inoffiziell an der Kirchenzeitung weiter.
Im April 1940 wird die Kirchenzeitung endgültig verboten, Höck wird im Oktober 1940 der Prozess gemacht. Im Januar 1941 erfolgt ein Freispruch, ein Urteil wird Höck aber nicht zugestellt.
Im Mai 1941 wird Michael Höck von der Gestapo während des Religionsunterrichts in Feldmoching verhaftet und in das Untersuchungsgefängnis „Alex“ am Berliner Alexanderplatz überführt.
Über das Konzentrationslager Oranienburg bei Sachsenhausen wird er am 11. Juli 1941 zusammen mit Johannes Neuhäusler (späterer Weihbischof von München) und Martin Niemöller nach Dachau verlegt. Bis zum 5. April 1945 ist er dort als Sonderhäftling interniert.
Er wird anschließend im Kloster Scheyern aufgenommen, wo sich auch sein Bruder Johannes aufhält.

### Wirken als Geistlicher nach 1945
Noch 1945 wird er von Kardinal Michael von Faulhaber zum Regens des Priesterseminars auf den Domberg zu Freising berufen. Er übt bis zum Jahr 1958 das Amt des Regens aus.
Anschließend kehrt er zur Seelsorge zurück, als Pfarrer der Chiemseegemeinde Rimsting. 1963 wird er von Kardinal Döpfner als Priesterreferent und Ordinariatsrat (bis 1968) nach München geholt. Von da an hat er auch das Amt des Kirchenrektors der Domkirche zu Freising inne, welches er bis zu seinem Ruhestand im Jahr 1988 ausübt.
Von 1968 bis 1974 ist er zudem der Direktor im Freisinger Bildungszentrum. Von 1971 bis 1977 ist er Vorstandsmitglied der Gesellschaft für Christlich-Jüdische Zusammenarbeit München.
Seit 1951 war er Ehrenmitglied der katholischen Studentenverbindung KDStV Aenania München.

Er ist im Kreuzgang des Freisinger Doms begraben.

## Literatur

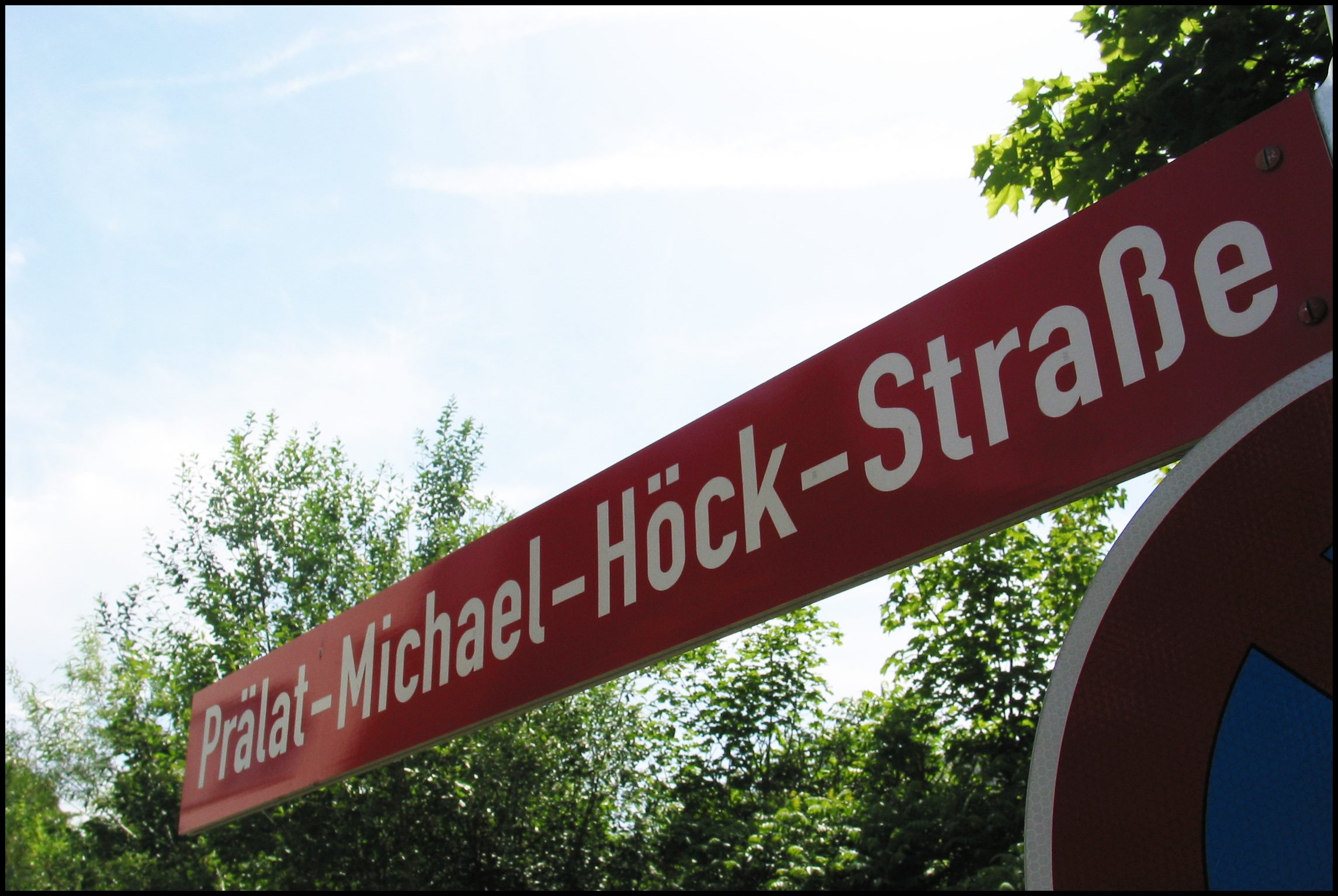
Prälat-Michael-Höck-Straße in Freising